# Нидерланды на зимних Паралимпийских играх 2014
Нидерланды на зимних Паралимпийских играх 2014 года представлены 7-ю спортсменами в двух видах спорта.

## Состав и результаты

### Горнолыжный спорт
Женщины
| Соревнование     | Класс | Спортсмены    | Скоростной спуск/ 1 спуск | Скоростной спуск/ 1 спуск | Слалом/ 2 спуск | Слалом/ 2 спуск | Всего | Место |
| Соревнование     | Класс | Спортсмены    | Время                     | Место                     | Время           | Место           | Всего | Место |
| ---------------- | ----- | ------------- | ------------------------- | ------------------------- | --------------- | --------------- | ----- | ----- |
| Скоростной спуск | Стоя  | Анна Йохемсен | н/д                       | н/д                       | н/д             | н/д             | DNF   | —     |